# International Presidency Tour
Die International Presidency Tour war ein jährliches Straßenrennen im Iran, welches im Mai ausgetragen wurde. Es war als Etappenrennen der 2. Kategorie Teil der UCI Asia Tour.

## Sieger
- 2008  Ahad Kazemi
- 2009  Ghader Mizbani
- 2010  Hossein Askari
- 2011  Mirsamad Pourseyedi